# Odesas katakomber
Odesas katakomber är ett omfattande system av underjordiska tunnlar i och runt staden Odessa i södra Ukraina. 
Odesas katakomber anses vara världens längsta tunnelsystem, uppskattningsvis 2 500 kilometer långt, men längden är endast en kvalificerad gissning då katakomberna aldrig har kartlagts fullständigt. De ligger i tre nivåer och når som lägst 60 meter under havsytan. Tunnelsystemet har över tusen ingångar, varav merparten finns ute på landet utanför staden. De första tunnlarna grävdes ut som förlängningar av existerande grottor i området, på 1600-talet och möjligtvis redan långt dessförinnan. Delar av systemet användes tidigare av smugglare för att gömma smuggelgods. Under hela 1800-talet och tidigt 1900-tal användes tunnlarna för gruvdrift där man utvann den porösa gula kalkstenen till att bygga upp Odessas pampiga stenhus. Hästar användes som arbetskraft i gruvorna. Under andra världskriget blev katakomberna gömställe för tusentals av den vanliga lokalbefolkning och sovjetiska partisaner på flykt undan de tyska ockupanterna. Endast en liten del av katakomberna är öppen för allmänheten, och bildar museet ”Museum of Partisan Glory” i Nerubayskoye, strax norr om Odessa.

## Bildgalleri

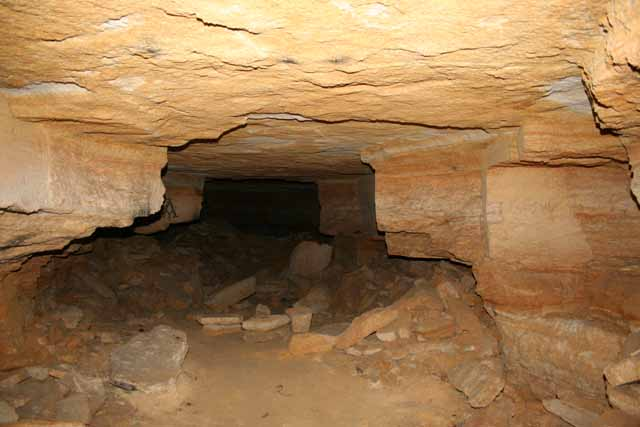
Odessas katakomber
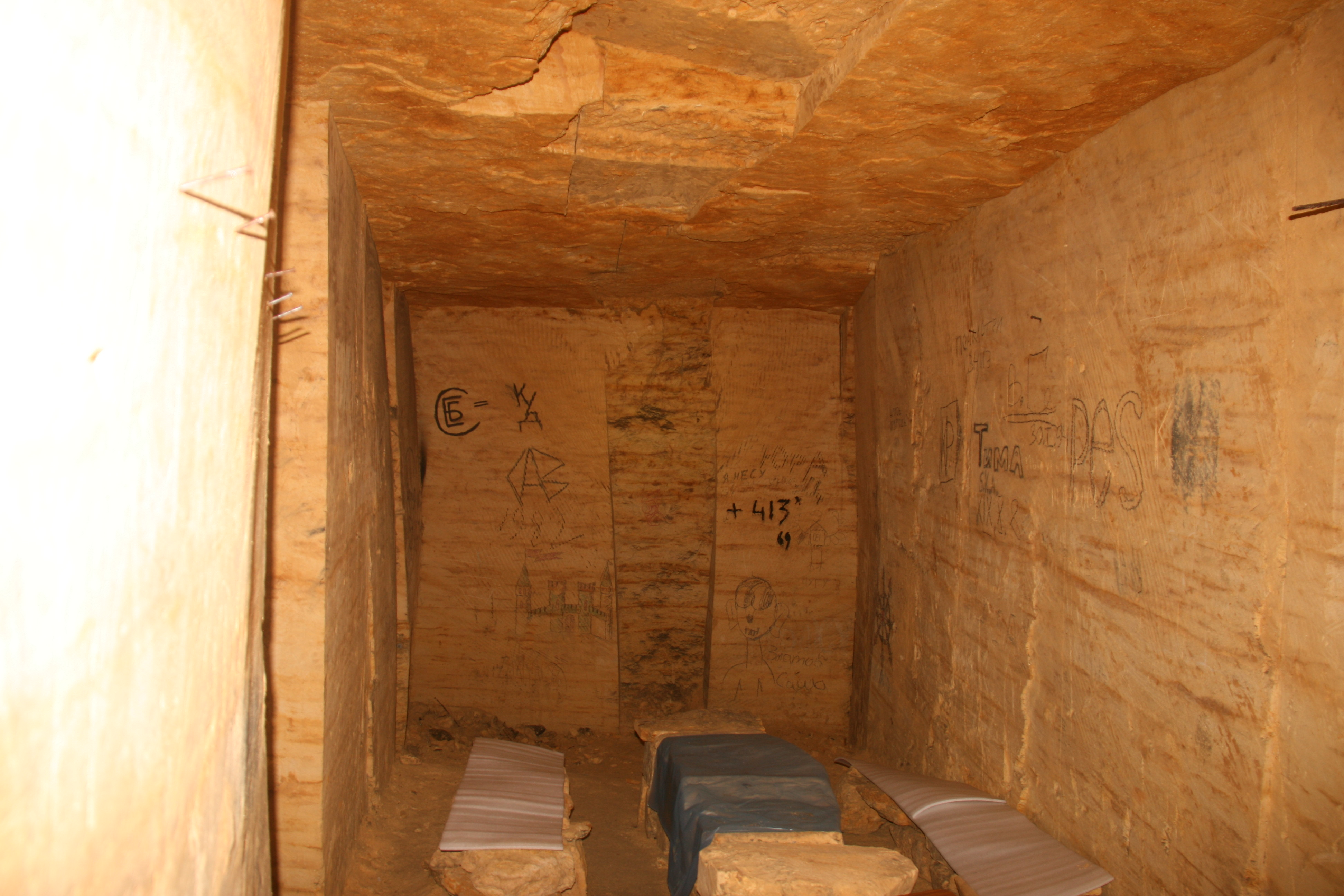
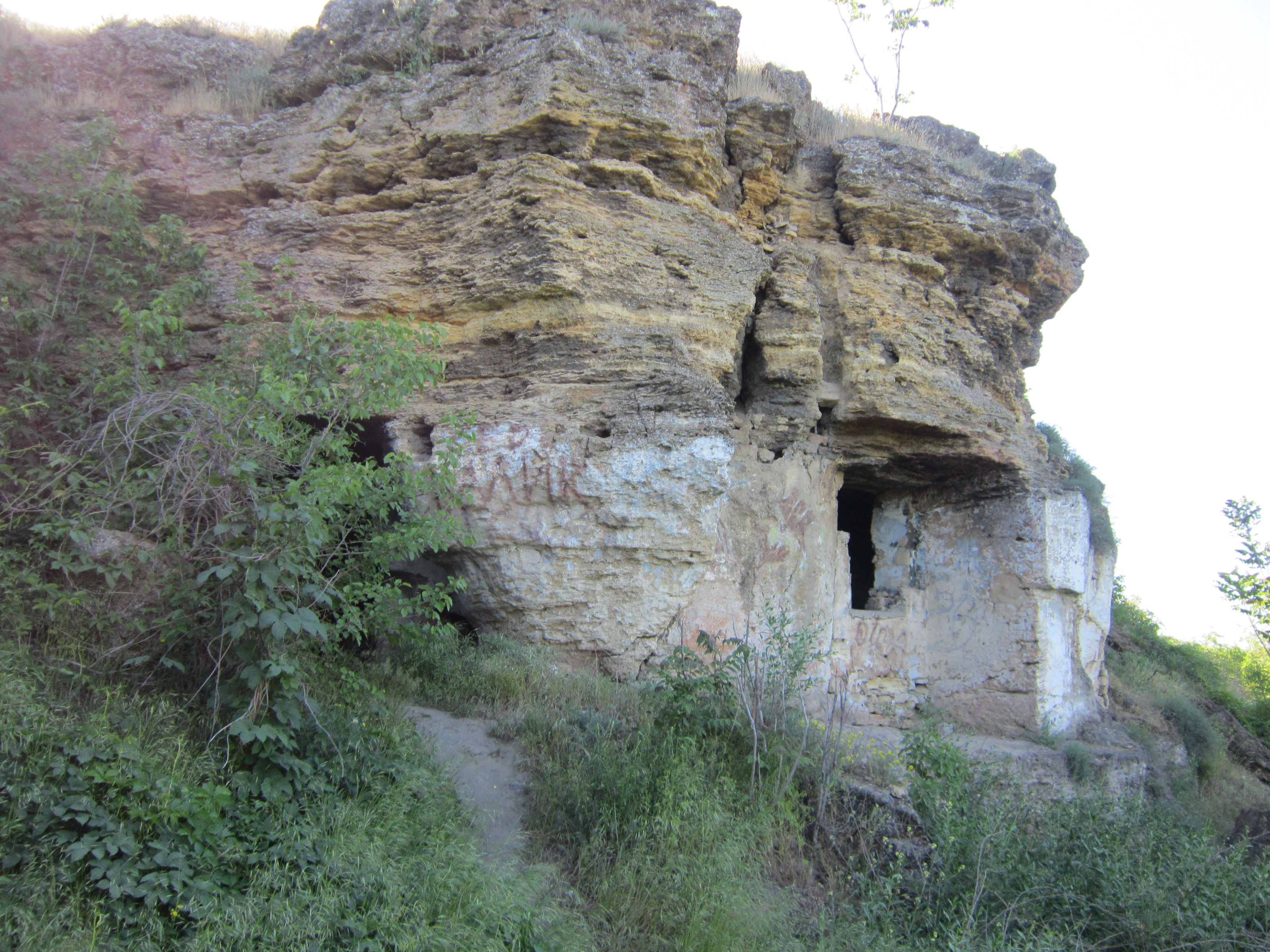
En av ingångarna